# Péter Szondi
Péter Szondi (27 de mayo de 1929, Budapest – 18 de octubre de 1971, Berlín) fue un filólogo de la literatura alemana y un intelectual de la posguerra alemana. Estableció la literatura comparada en la República Federal de Alemania. 

## Biografía
Szondi nació en Budapest como hijo del conocido psicoanalítico Leopold Szondi en 1929. Con su familia judía asimilada fue deportado al campo de concentración de Bergen-Belsen en julio de 1944. En diciembre del mismo año, Szondi y su familia fueron liberados como parte de la convención "Kasztner", y transferidos a Zúrich. Ahí, Szondi estudió filología alemana y de las lenguas romances, y filosofía. Continuó sus estudios en París y terminó con una tesis doctoral denominada "Teoria del drama de la modernidad" aceptada por Emil Staiger, catedrático de literatura alemana de la universidad de Zúrich y filólogo conocido de los años cincuenta. 

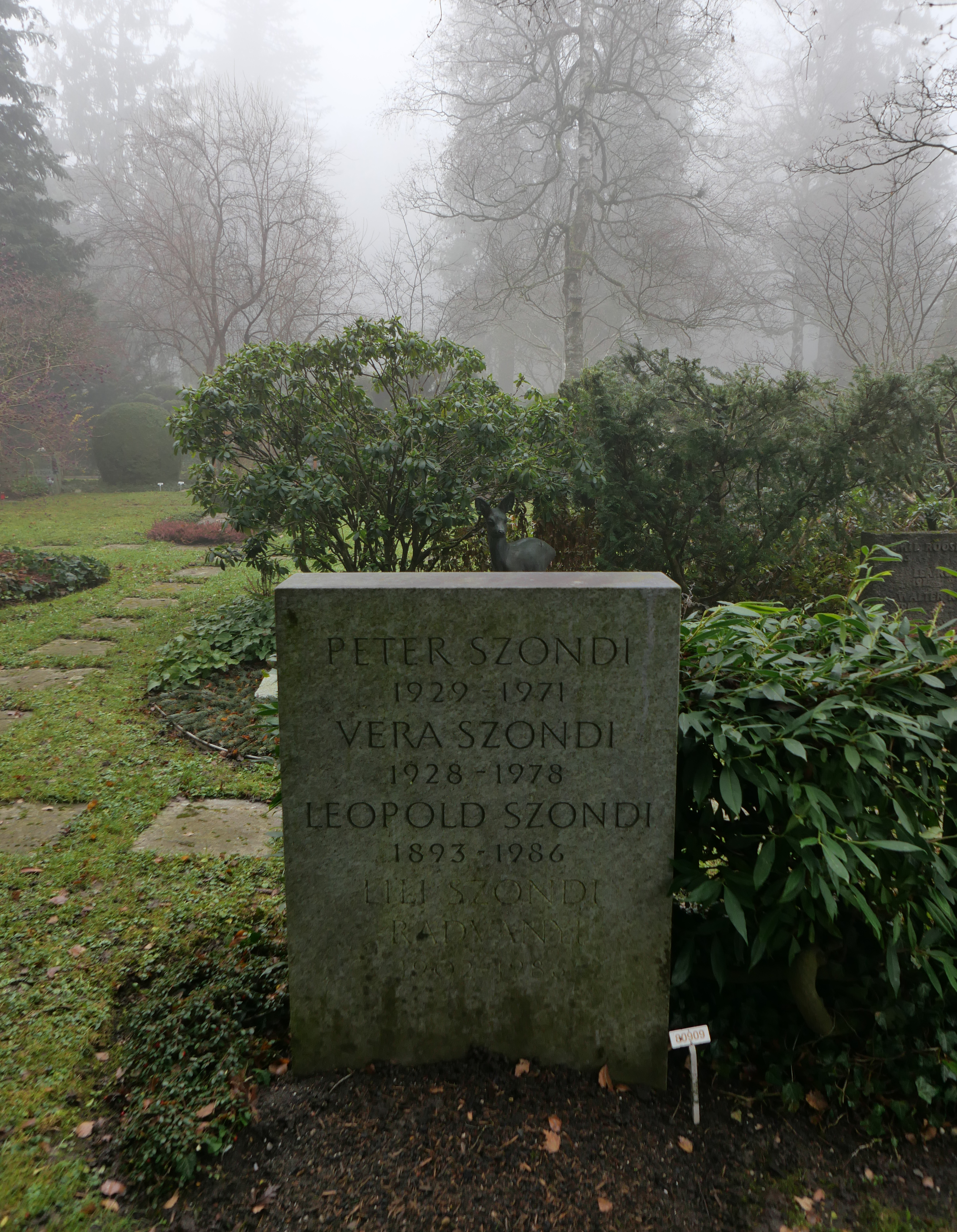
la tumba familiar.

En 1960/61 publicó su habilitación de la Universidad Libre de Berlín bajo el título "Ensayo sobre lo trágico".
Durante los años 1960 fue uno de los filólogos más importantes en Alemania, fundador del instituto de literatura comparada de la Universidad Libre de Berlín y su primer catedrático. Sus trabajos sobre la teoría de los géneros literarios y sobre la poesía de Hölderlin y de Celan son clásicos. 
Szondi se suicidó en 1971, ahogándose en el río Halensee de Berlín el 18 de octubre, dejando inacabado su libro sobre la obra de su amigo Paul Celan, que se había suicidado el año anterior en París de la misma forma.
Szondi encontró su lugar de descanso final en el cementerio Fluntern de Zúrich. En la tumba también están enterrados su padre Leopold y su madre Ilona “Lili” Livia, de soltera Radványi (1902-1986), así como su hermana Vera (1928-1978), que era médica.

## Obras
Las obras de Szondi son publicadas en alemán en dos volúmenes de Schriften y cinco volúmenes de la Studienausgabe der Vorlesungen (Lecciones), ambas colecciones editadas por Jean Bollack et al. en la casa editorial Suhrkamp. Hay dos ediciones de su correspondencia, Briefe (1993) y Paul Celan/Peter Szondi: Briefwechsel (2005). Sus libros escritos durante su vida incluyen: 
- Theorie des modernen Dramas. Suhrkamp, 1956 (Teoría del drama moderno (1880-1950). Tentativa sobre lo trágico. Destino, 1994; Dykinson 2011).
- Versuch über das Tragische. Insel, 1961.
- Der andere Pfeil. Insel, 1963.
- Satz und Gegensatz. Insel, 1964.
- Hölderlin-Studien. Insel, 1967 (Estudios sobre Hölderlin. Con un ensayo sobre el conocimiento filológico. Destino, 1992).

Sus libros publicados póstumos son:
- Celan-Studien. Suhrkamp, 1972 (Estudios sobre Celan. Trotta, 2011).
- Lektüren und Lektionen: Versuche über Literatur, Literaturtheorie und Literatursoziologie. Suhrkamp, 1973.
- Über eine "Freie (d.h. freie) Universität ". Suhrkamp, 1973.

La Studienausgabe der Vorlesungen incluye:  
- Die Theorie des bürgerlichen Trauerspiels im 18. Jahrhundert. Suhrkamp, 1973.
- Poetik und Geschichtsphilosophie I. Suhrkamp, 1974 (Poética y filosofía de la historia I: Antigüedad clásica y modernidad en la estética de la época de Goethe. La teoría hegeliana de la poesía. Visor, 1992).
- Poetik und Geschichtsphilosophie II. Suhrkamp, 1974 (Poética y filosofía de la historia II. Antonio Machado Libros, 2005).
- Einführung in die literarische Hermeneutik. Suhrkamp, 1975 (Introducción a la hermenéutica literaria. Abada, 2006).
- Das lyrische Drama des Fin de siècle. Suhrkamp, 1976.

- Datos: Q644548